# 原學甲公學校校舍

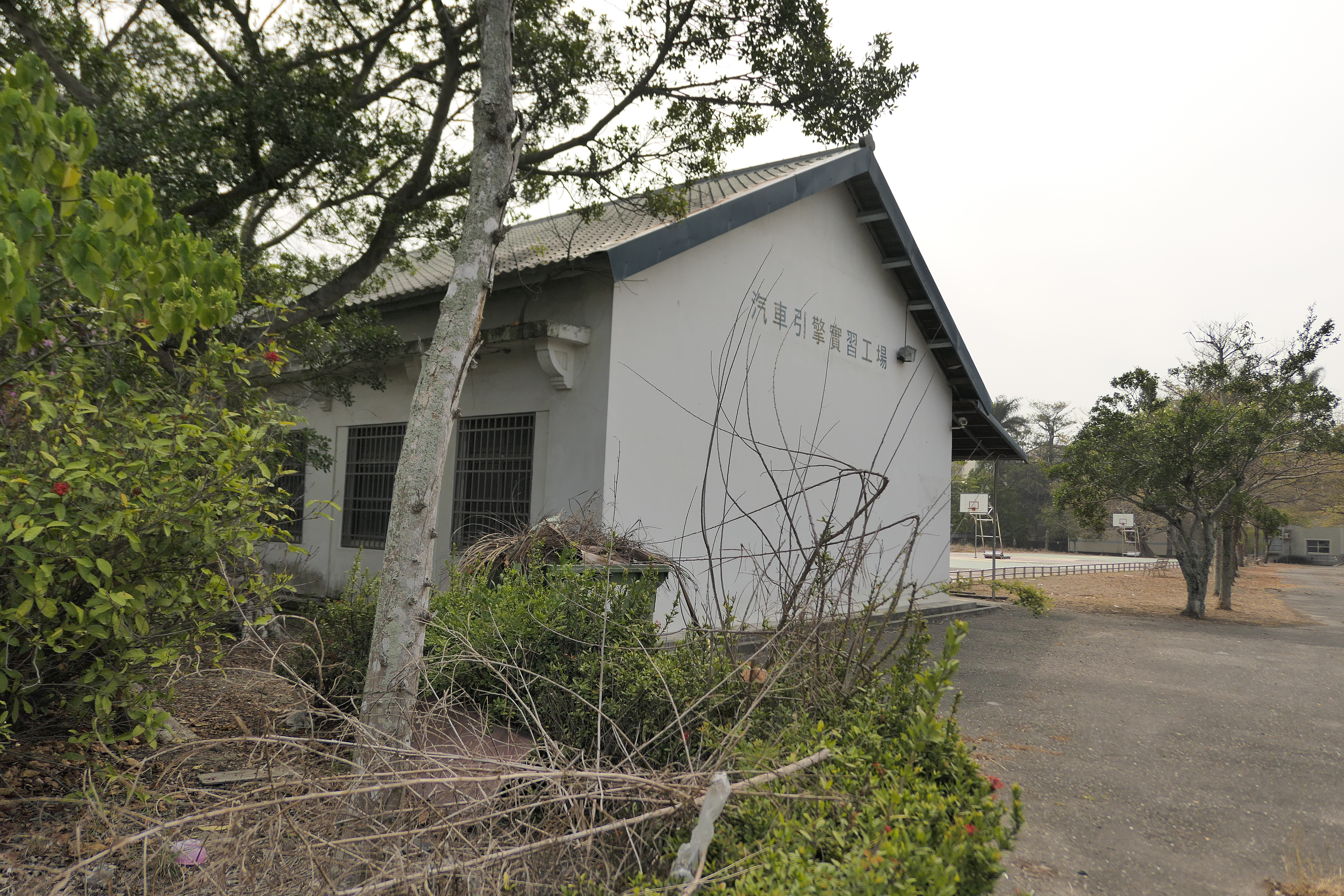
建物側面

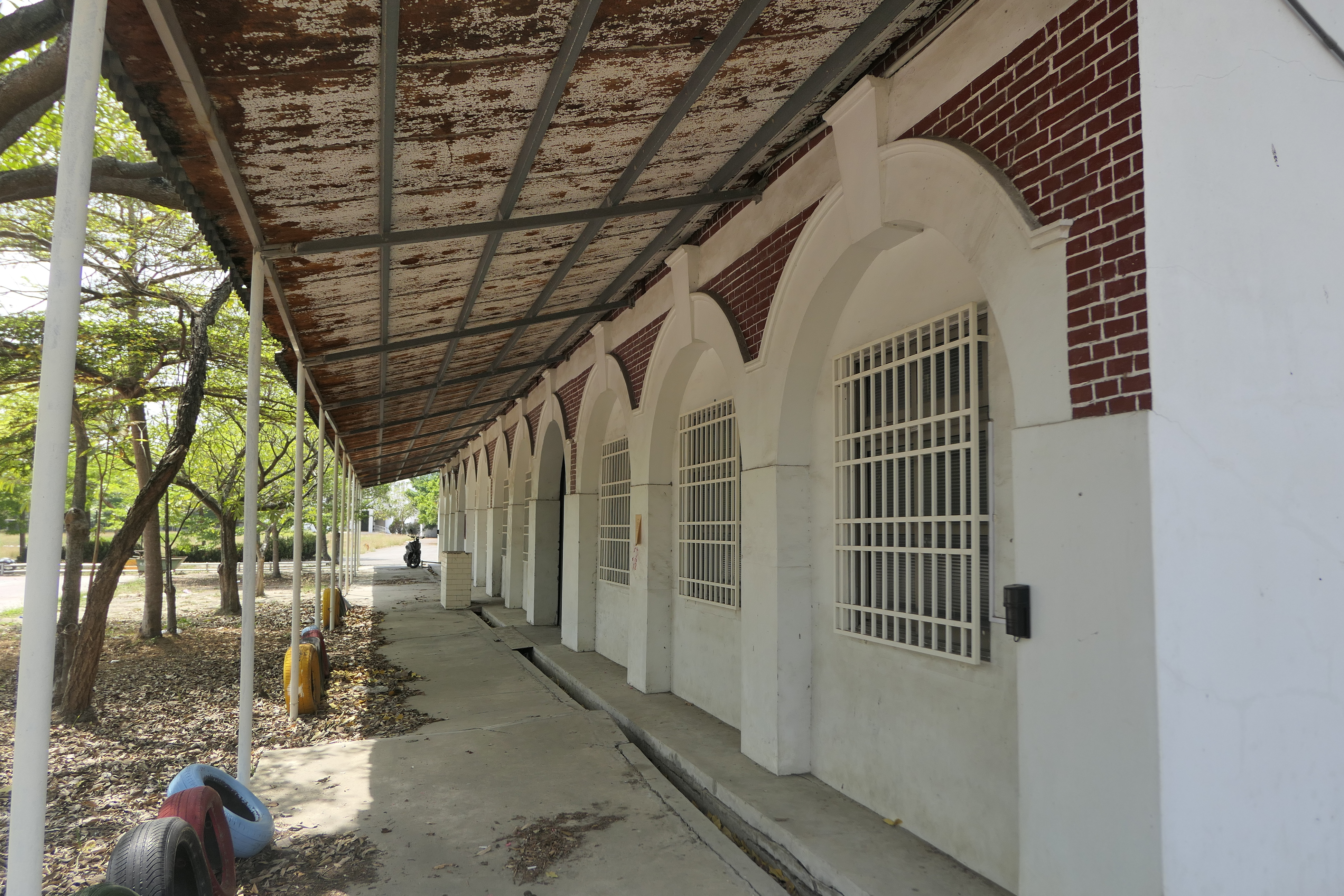
拱圈

原學甲公學校校舍為臺灣日治時期學甲公學校（今學甲國小）的校舍，後來該建物成為私立天仁工商的汽車引擎實習工場。天仁工商停辦後，該建物於2018年12月28日登錄為臺南市歷史建築。
該建物為日治時期典型紅磚拱圈教室，共有12個拱圈。

## 沿革
學甲公學校成立於臺灣日治時期明治卅九年（1906年），當初是借用學甲慈濟宮的廂房上課，直到該校舍建物落成後，學甲公學校才在大正七年（1918年）4月1日遷入新址上課。後來學甲公學校又在昭和十五年（1940年）遷到學甲國小現址。
該校舍在二次大戰後，成為民國47年（1958年）創校的天仁工商校舍，做為汽車實習工場使用。民國72年（1983年）曾依原外觀整修，並設有整修紀念碑。
民國107年（2018年），學甲國小校方在得知此棟舊校舍還存在後，校長蔡玉葉曾帶全校師生前往巡禮，並在舊校舍前拍畢業照。